# Majra (córka Projtosa)
Majra (gr. Μαῖρα Maíra, łac. Maera) – w mitologii greckiej towarzyszka Artemidy.
Uchodziła za córkę Projtosa i Antei. Została zabita przez Artemidę za to, że była kochanką Zeusa i urodziła mu syna Lokrosa.